# Рамади
Рамади (на арабски: الرمادي) е град, административен център на област Ал Анбар, Ирак. Населението на града през 2012 година е 301 993 души.

## География
Градът се намира на около 100 километра западно от столицата Багдад.

## История
Рамади се смята за най-западната точка на така наречения Сунитски триъгълник, зоната с най-активни действия на съпротивата срещу коалиционните сили. На 6 април 2004 г. 12 американски войници са убити в Рамади, най-вероятно за да се отвлече вниманието от битките във Фалуджа. Преа 2015 г. градът е превзет от джихадистката терористична групировка Ислямска държава, но в края на годината е освободен от правтелствените сили на Ирак.

## Население
| Година | Население |
| ------ | --------- |
| 1965   | 29 265    |
| 1987   | 192 556   |
| 2012   | 301 993   |